# Hòa Khương

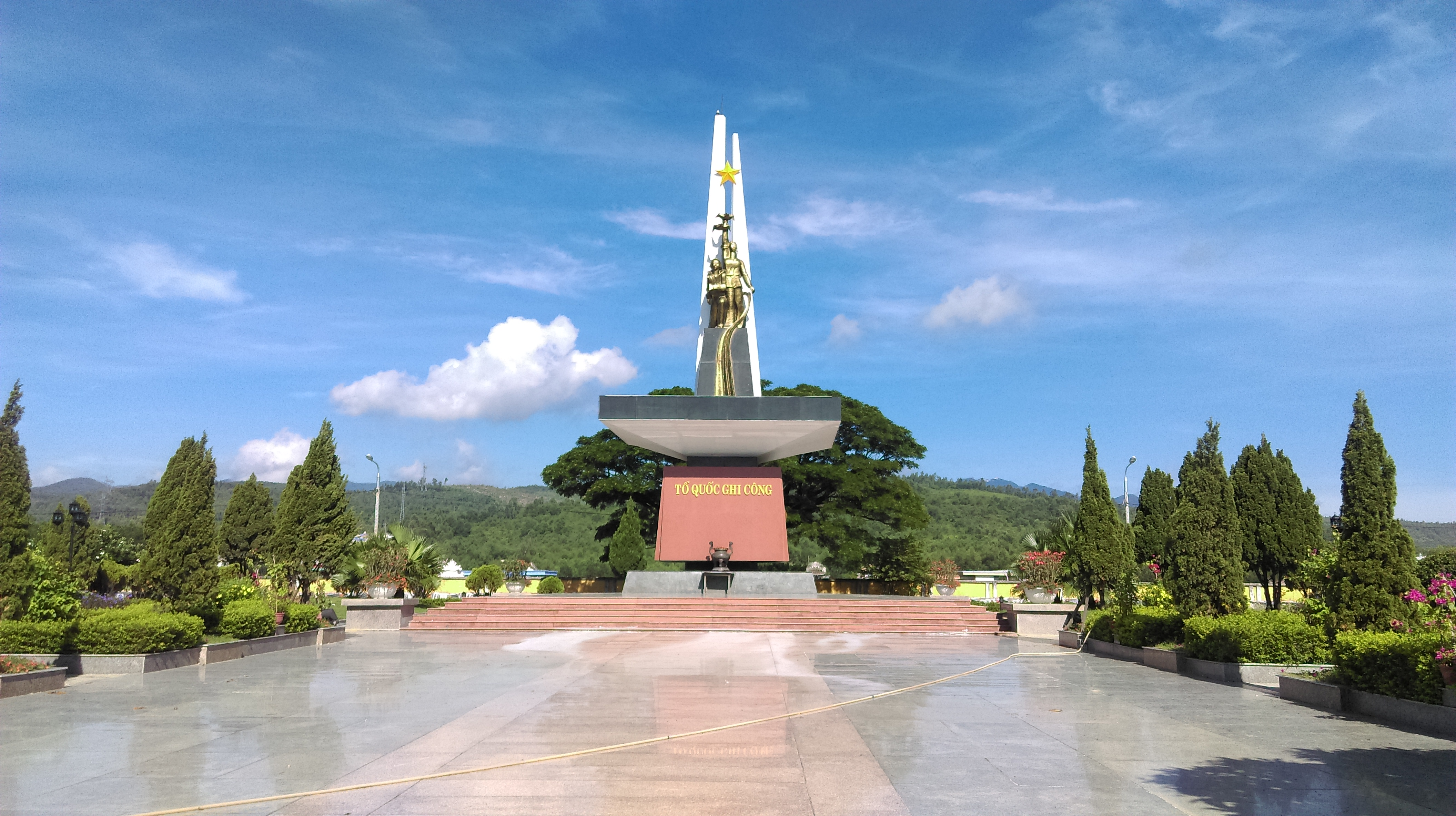
Nghĩa trang Liệt sĩ Thành phố Đà Nẵng

Hòa Khương là một xã cũ thuộc huyện Hòa Vang, thành phố Đà Nẵng, Việt Nam.
Xã Hòa Khương có diện tích 50,87 km², dân số năm 1999 là 9.924 người, mật độ dân số đạt 195 người/km².